# Аристобул из Кассандрии
Аристобул из Кассандрии (др.-греч. Ἀριστόβουλος, около 380 года до н. э. — около 290 года до н. э.) — современник Александра Македонского и диадохов, автор утраченных мемуаров, являвшихся историческим источником о завоеваниях Александра.

## Биография
Родился в неизвестном месте (возможно, в Фокиде) примерно в 380 году до н. э. Аристобул был инженером и архитектором в македонской армии во время завоевания Персидской империи. В частности, ему было поручено восстановление гробницы Кира Великого в Пасаргадах. После смерти Александра в 323 году он вернулся в Македонию и поселился в городе Кассандрия, основанном на месте древней Потидеи в 316 году. Аристобул умер в возрасте 90 лет.

## Воспоминания
В возрасте 84 лет он начал писать о завоеваниях Александра. Воспоминания Аристобула и Птолемея позднее вдохновили Арриана и Плутарха. Аристобул также цитировался Афинеем и Страбоном (для описания востока и Индии).
Считаясь в общем достоверным источником, его работа, тем не менее, оценивалась как лестная Александру. По словам Лукиана, Аристобул выдумал такой эпизод, как поединок между Александром и Пором в битве на Гидаспе:
Так поступил, например, Александр; когда Аристобул описал поединок его с Пором и прочел ему именно это место из своего сочинения, — он думал сделать приятное царю, выдумывая ему новые подвиги и сочиняя дела большие, чем действительные, — Александр взял книгу и бросил её в воду (они в это время как раз плыли по реке Гидаспу) со словами: «И с тобой бы следовало сделать то же, Аристобул, за то, что ты за меня сражался и убивал слонов одним ударом».Лукиан из Самосаты. «Как следует писать историю»